# Luis Dreke
Luis Roger Zenón Dreke (Matanzas; 9 de julio de 1953) es un exfutbolista cubano que jugaba como defensa. Fue jugador de equipos de su ciudad, primero del Henequeneros en 1974 y luego de Matanzas, donde se quedó hasta 1982.

## Selección nacional
Jugó con la selección de Cuba los Juegos Centroamericanos de 1974 y 1978, Panamericanos de 1979 y Olímpicos de Moscú 1980.

### Participaciones en Juegos Olímpicos
| Torneo                   | Sede  | Resultado        |
| ------------------------ | ----- | ---------------- |
| Juegos Olímpicos de 1980 | Moscú | Cuartos de final |